# Pamela Giacoma Giovanna Orrù
Pamela Orrù (Trapani, 7 gennaio 1967) è una politica italiana.

## Biografia
Dipendente della Provincia regionale di Trapani. 
Alle elezioni politiche del 2013 viene eletta senatrice della XVII legislatura della Repubblica Italiana, nella circoscrizione Sicilia, nelle liste del Partito Democratico. Nel 2017 è eletta nella direzione nazionale del partito.
Non rieletta nel 2018.